# Смолућка река
Смолућка или Смалућка река је краћи водоток у југозападној Србији, у општини Тутин. На Смолућкој реци некада је било 18 воденица, а савремена хидроцентрала „Воденице” отворена је крајем 2013. године. Смолућка река је и налазиште угрожене врсте лептира у Европи (Coenonympha orientalis).